# Cold Spring Township (Missouri)
Cold Spring Township est un ancien township, situé dans le comté de Phelps, dans le Missouri, aux États-Unis,.
Le township est fondé en 1857 et baptisé en référence aux sources froides (en anglais : cold springs).